# Qualificazioni al campionato mondiale di calcio 1998 - AFC
Sono elencate di seguito le date e i risultati della zona asiatica (AFC) per le qualificazioni al mondiale del 1998.

## Formula
36 membri FIFA: due turni di qualificazione per 3,5 posti disponibili per la fase finale.
- Primo turno - 10 gruppi di qualificazione (6 composti da quattro squadre e 4 da tre squadre), con partite di andata e ritorno (eccetto il gruppo 10). La vincente di ogni gruppo accede al secondo turno.
- Secondo turno - 2 gruppi di qualificazione, con partite di andata e ritorno. Le prime classificate si qualificano alla fase finale, le seconde classificate accedono ai playoff.
- Playoff - Partite di sola andata, giocata in  Malaysia. La vincente si qualifica alla fase finale, la perdente accede allo spareggio intercontinentale contro la vincente della zona (OFC).

## Primo Turno

### Gruppo 1
| Data          | Luogo        | Squadra 1      | Risultato | Squadra 2      |
| ------------- | ------------ | -------------- | --------- | -------------- |
| 16 marzo 1997 | Kuala Lumpur | Taipei cinese  | 0 - 2     | Arabia Saudita |
| 16 marzo 1997 | Kuala Lumpur | Malaysia       | 2 - 0     | Bangladesh     |
| 18 marzo 1997 | Kuala Lumpur | Bangladesh     | 1 - 3     | Taipei cinese  |
| 18 marzo 1997 | Kuala Lumpur | Malaysia       | 0 - 0     | Arabia Saudita |
| 20 marzo 1997 | Kuala Lumpur | Bangladesh     | 1 - 4     | Arabia Saudita |
| 20 marzo 1997 | Kuala Lumpur | Malaysia       | 2 - 0     | Taipei cinese  |
| 27 marzo 1997 | Gedda        | Taipei cinese  | 0 - 0     | Malaysia       |
| 27 marzo 1997 | Gedda        | Arabia Saudita | 3 - 0     | Bangladesh     |
| 29 marzo 1997 | Gedda        | Arabia Saudita | 3 - 0     | Malaysia       |
| 29 marzo 1997 | Gedda        | Taipei cinese  | 1 - 2     | Bangladesh     |
| 31 marzo 1997 | Gedda        | Bangladesh     | 0 - 1     | Malaysia       |
| 31 marzo 1997 | Gedda        | Arabia Saudita | 6 - 0     | Taipei cinese  |

| Pos | Squadra        | Pti | G | V | N | P | GF | GS | DR  |
| --- | -------------- | --- | - | - | - | - | -- | -- | --- |
| 1   | Arabia Saudita | 16  | 6 | 5 | 1 | 0 | 18 | 1  | +17 |
| 2   | Malaysia       | 11  | 6 | 3 | 2 | 1 | 5  | 3  | +2  |
| 3   | Taipei cinese  | 4   | 6 | 1 | 1 | 4 | 4  | 13 | -9  |
| 4   | Bangladesh     | 3   | 6 | 1 | 0 | 5 | 4  | 14 | -10 |

 Arabia Saudita qualificata al secondo turno.

### Gruppo 2
| Data           | Luogo   | Squadra 1    | Risultato | Squadra 2    |
| -------------- | ------- | ------------ | --------- | ------------ |
| 2 giugno 1997  | Damasco | Maldive      | 0 - 17    | Iran         |
| 2 giugno 1997  | Damasco | Siria        | N.D.      | Kirghizistan |
| 4 giugno 1997  | Damasco | Siria        | 12 - 0    | Maldive      |
| 4 giugno 1997  | Damasco | Kirghizistan | 0 - 7     | Iran         |
| 6 giugno 1997  | Damasco | Siria        | 0 - 1     | Iran         |
| 6 giugno 1997  | Damasco | Kirghizistan | 3 - 0     | Maldive      |
| 9 giugno 1997  | Teheran | Iran         | 3 - 1     | Kirghizistan |
| 9 giugno 1997  | Teheran | Maldive      | 0 - 12    | Siria        |
| 11 giugno 1997 | Teheran | Iran         | 9 - 0     | Maldive      |
| 11 giugno 1997 | Teheran | Kirghizistan | 2 - 1     | Siria        |
| 13 giugno 1997 | Teheran | Iran         | 2 - 2     | Siria        |
| 13 giugno 1997 | Teheran | Maldive      | 0 - 6     | Kirghizistan |

| Pos | Squadra      | Pti | G | V | N | P | GF | GS | DR  |
| --- | ------------ | --- | - | - | - | - | -- | -- | --- |
| 1   | Iran         | 16  | 6 | 5 | 1 | 0 | 39 | 3  | +36 |
| 2   | Kirghizistan | 9   | 5 | 3 | 0 | 2 | 12 | 11 | +1  |
| 3   | Siria        | 7   | 5 | 2 | 1 | 2 | 27 | 5  | +22 |
| 4   | Maldive      | 0   | 6 | 0 | 0 | 6 | 0  | 59 | -59 |

 Iran qualificata al secondo turno.

### Gruppo 3
| Data           | Luogo   | Squadra 1           | Risultato | Squadra 2           |
| -------------- | ------- | ------------------- | --------- | ------------------- |
| 8 aprile 1997  | Manama  | Giordania           | 0 - 0     | Emirati Arabi Uniti |
| 11 aprile 1997 | Manama  | Bahrein             | 1 - 2     | Emirati Arabi Uniti |
| 14 aprile 1997 | Manama  | Bahrein             | 1 - 0     | Giordania           |
| 19 aprile 1997 | Sharjah | Giordania           | 4 - 1     | Bahrein             |
| 22 aprile 1997 | Sharjah | Emirati Arabi Uniti | 3 - 0     | Bahrein             |
| 26 aprile 1997 | Sharjah | Emirati Arabi Uniti | 2 - 0     | Giordania           |

| Pos | Squadra             | Pti | G | V | N | P | GF | GS | DR |
| --- | ------------------- | --- | - | - | - | - | -- | -- | -- |
| 1   | Emirati Arabi Uniti | 10  | 4 | 3 | 1 | 0 | 7  | 1  | +6 |
| 2   | Giordania           | 4   | 4 | 1 | 1 | 2 | 4  | 4  | 0  |
| 3   | Bahrein             | 3   | 4 | 1 | 0 | 3 | 3  | 9  | -6 |

 Emirati Arabi Uniti qualificata al secondo turno.

### Gruppo 4
| Data           | Luogo   | Squadra 1 | Risultato | Squadra 2 |
| -------------- | ------- | --------- | --------- | --------- |
| 23 marzo 1997  | Mascate | Nepal     | 1 - 1     | Macao     |
| 23 marzo 1997  | Mascate | Oman      | 0 - 1     | Giappone  |
| 25 marzo 1997  | Mascate | Macao     | 0 - 10    | Giappone  |
| 25 marzo 1997  | Mascate | Oman      | 1 - 0     | Nepal     |
| 27 marzo 1997  | Mascate | Nepal     | 0 - 6     | Giappone  |
| 27 marzo 1997  | Mascate | Oman      | 4 - 0     | Macao     |
| 22 giugno 1997 | Tokyo   | Giappone  | 10 - 0    | Macao     |
| 22 giugno 1997 | Tokyo   | Nepal     | 0 - 6     | Oman      |
| 25 giugno 1997 | Tokyo   | Giappone  | 3 - 0     | Nepal     |
| 25 giugno 1997 | Tokyo   | Macao     | 0 - 2     | Oman      |
| 28 giugno 1997 | Tokyo   | Giappone  | 1 - 1     | Oman      |
| 28 giugno 1997 | Tokyo   | Macao     | 2 - 1     | Nepal     |

| Pos | Squadra  | Pti | G | V | N | P | GF | GS | DR  |
| --- | -------- | --- | - | - | - | - | -- | -- | --- |
| 1   | Giappone | 16  | 6 | 5 | 1 | 0 | 31 | 1  | +30 |
| 2   | Oman     | 13  | 6 | 4 | 1 | 1 | 14 | 2  | +12 |
| 3   | Macao    | 4   | 6 | 1 | 1 | 4 | 3  | 28 | -25 |
| 4   | Nepal    | 1   | 6 | 0 | 1 | 5 | 2  | 19 | -17 |

 Giappone qualificata al secondo turno.

### Gruppo 5
| Data           | Luogo      | Squadra 1  | Risultato | Squadra 2  |
| -------------- | ---------- | ---------- | --------- | ---------- |
| 6 aprile 1997  | Giacarta   | Indonesia  | 8 - 0     | Cambogia   |
| 13 aprile 1997 | Manado     | Indonesia  | 0 - 0     | Yemen      |
| 20 aprile 1997 | Phnom Penh | Cambogia   | 0 - 1     | Yemen      |
| 27 aprile 1997 | Phnom Penh | Cambogia   | 1 - 1     | Indonesia  |
| 9 maggio 1997  | Sana'a     | Yemen      | 0 - 1     | Uzbekistan |
| 16 maggio 1997 | Sana'a     | Yemen      | 7 - 0     | Cambogia   |
| 25 maggio 1997 | Tashkent   | Uzbekistan | 6 - 0     | Cambogia   |
| 1º giugno 1997 | Surabaya   | Indonesia  | 1 - 1     | Uzbekistan |
| 13 giugno 1997 | Sana'a     | Yemen      | 1 - 1     | Indonesia  |
| 20 giugno 1997 | Tashkent   | Uzbekistan | 3 - 0     | Indonesia  |
| 29 giugno 1997 | Phnom Penh | Cambogia   | 1 - 4     | Uzbekistan |
| 24 agosto 1997 | Tashkent   | Uzbekistan | 5 - 1     | Yemen      |

| Pos | Squadra    | Pti | G | V | N | P | GF | GS | DR  |
| --- | ---------- | --- | - | - | - | - | -- | -- | --- |
| 1   | Uzbekistan | 16  | 6 | 5 | 1 | 0 | 20 | 3  | +17 |
| 2   | Yemen      | 8   | 6 | 2 | 2 | 2 | 10 | 7  | +3  |
| 3   | Indonesia  | 7   | 6 | 1 | 4 | 1 | 11 | 6  | +5  |
| 4   | Cambogia   | 1   | 6 | 0 | 1 | 5 | 2  | 27 | -25 |

 Uzbekistan qualificata al secondo turno.

### Gruppo 6
| Data             | Luogo     | Squadra 1     | Risultato | Squadra 2     |
| ---------------- | --------- | ------------- | --------- | ------------- |
| 23 febbraio 1997 | Hong Kong | Hong Kong     | 0 - 2     | Corea del Sud |
| 2 marzo 1997     | Bangkok   | Thailandia    | 1 - 3     | Corea del Sud |
| 9 marzo 1997     | Bangkok   | Thailandia    | 2 - 0     | Hong Kong     |
| 30 marzo 1997    | Hong Kong | Hong Kong     | 3 - 2     | Thailandia    |
| 28 maggio 1997   | Daejeon   | Corea del Sud | 4 - 0     | Hong Kong     |
| 1º giugno 1997   | Seul      | Corea del Sud | 0 - 0     | Thailandia    |

| Pos | Squadra       | Pti | G | V | N | P | GF | GS | DR |
| --- | ------------- | --- | - | - | - | - | -- | -- | -- |
| 1   | Corea del Sud | 10  | 4 | 3 | 1 | 0 | 9  | 1  | +8 |
| 2   | Thailandia    | 4   | 4 | 1 | 1 | 2 | 5  | 6  | -1 |
| 3   | Hong Kong     | 3   | 4 | 1 | 0 | 3 | 3  | 10 | -7 |

 Corea del Sud qualificata al secondo turno.

### Gruppo 7
| Data           | Luogo             | Squadra 1 | Risultato | Squadra 2 |
| -------------- | ----------------- | --------- | --------- | --------- |
| 13 aprile 1997 | Beirut            | Libano    | 1 - 1     | Singapore |
| 26 aprile 1997 | Singapore         | Singapore | 0 - 1     | Kuwait    |
| 8 maggio 1997  | Madinat al-Kuwait | Kuwait    | 2 - 0     | Libano    |
| 24 maggio 1997 | Singapore         | Singapore | 1 - 2     | Libano    |
| 5 giugno 1997  | Madinat al-Kuwait | Kuwait    | 4 - 0     | Singapore |
| 22 giugno 1997 | Beirut            | Libano    | 1 - 3     | Kuwait    |

| Pos | Squadra   | Pti | G | V | N | P | GF | GS | DR |
| --- | --------- | --- | - | - | - | - | -- | -- | -- |
| 1   | Kuwait    | 12  | 4 | 4 | 0 | 0 | 10 | 1  | +9 |
| 2   | Libano    | 4   | 4 | 1 | 1 | 2 | 4  | 7  | -3 |
| 3   | Singapore | 1   | 4 | 0 | 1 | 3 | 2  | 8  | -6 |

 Kuwait qualificata al secondo turno.

### Gruppo 8
| Data           | Luogo       | Squadra 1    | Risultato | Squadra 2    |
| -------------- | ----------- | ------------ | --------- | ------------ |
| 4 maggio 1997  | Aşgabat     | Turkmenistan | 1 - 4     | Cina         |
| 4 maggio 1997  | Dušanbe     | Tagikistan   | 4 - 0     | Vietnam      |
| 11 maggio 1997 | Aşgabat     | Turkmenistan | 2 - 1     | Vietnam      |
| 11 maggio 1997 | Dušanbe     | Tagikistan   | 0 - 1     | Cina         |
| 25 maggio 1997 | Ho Chi Minh | Vietnam      | 1 - 3     | Cina         |
| 25 maggio 1997 | Aşgabat     | Turkmenistan | 1 - 2     | Tagikistan   |
| 1º giugno 1997 | Pechino     | Cina         | 1 - 0     | Turkmenistan |
| 1º giugno 1997 | Ho Chi Minh | Vietnam      | 0 - 4     | Tagikistan   |
| 8 giugno 1997  | Pechino     | Cina         | 0 - 0     | Tagikistan   |
| 8 giugno 1997  | Ho Chi Minh | Vietnam      | 0 - 4     | Turkmenistan |
| 22 giugno 1997 | Pechino     | Cina         | 4 - 0     | Vietnam      |
| 22 giugno 1997 | Dušanbe     | Tagikistan   | 5 - 0     | Turkmenistan |

| Pos | Squadra      | Pti | G | V | N | P | GF | GS | DR  |
| --- | ------------ | --- | - | - | - | - | -- | -- | --- |
| 1   | Cina         | 16  | 6 | 5 | 1 | 0 | 13 | 2  | +11 |
| 2   | Tagikistan   | 13  | 6 | 4 | 1 | 1 | 15 | 2  | +13 |
| 3   | Turkmenistan | 6   | 6 | 2 | 0 | 4 | 8  | 13 | -5  |
| 4   | Vietnam      | 0   | 6 | 0 | 0 | 6 | 2  | 21 | -19 |

 Cina qualificata al secondo turno.

### Gruppo 9
| Data           | Luogo   | Squadra 1  | Risultato | Squadra 2  |
| -------------- | ------- | ---------- | --------- | ---------- |
| 11 maggio 1997 | Almaty  | Kazakistan | 3 - 0     | Pakistan   |
| 23 maggio 1997 | Lahore  | Pakistan   | 2 - 6     | Iraq       |
| 6 giugno 1997  | Baghdad | Iraq       | 1 - 2     | Kazakistan |
| 11 giugno 1997 | Lahore  | Pakistan   | 0 - 7     | Kazakistan |
| 20 giugno 1997 | Baghdad | Iraq       | 6 - 1     | Pakistan   |
| 29 giugno 1997 | Almaty  | Kazakistan | 3 - 1     | Iraq       |

| Pos | Squadra    | Pti | G | V | N | P | GF | GS | DR  |
| --- | ---------- | --- | - | - | - | - | -- | -- | --- |
| 1   | Kazakistan | 12  | 4 | 4 | 0 | 0 | 15 | 2  | +13 |
| 2   | Iraq       | 6   | 4 | 2 | 0 | 2 | 14 | 8  | +6  |
| 3   | Pakistan   | 0   | 4 | 0 | 0 | 4 | 3  | 22 | -19 |

 Kazakistan qualificata al secondo turno.

### Gruppo 10
| Data              | Luogo | Squadra 1 | Risultato | Squadra 2 |
| ----------------- | ----- | --------- | --------- | --------- |
| 20 settembre 1997 | Doha  | Qatar     | 3 - 0     | Sri Lanka |
| 21 settembre 1997 | Doha  | India     | 2 - 0     | Filippine |
| 23 settembre 1997 | Doha  | Qatar     | 5 - 0     | Filippine |
| 24 settembre 1997 | Doha  | Sri Lanka | 1 - 1     | India     |
| 26 settembre 1997 | Doha  | Filippine | 0 - 3     | Sri Lanka |
| 27 settembre 1997 | Doha  | Qatar     | 6 - 0     | India     |

| Pos | Squadra   | Pti | G | V | N | P | GF | GS | DR  |
| --- | --------- | --- | - | - | - | - | -- | -- | --- |
| 1   | Qatar     | 9   | 3 | 3 | 0 | 0 | 14 | 0  | +14 |
| 2   | Sri Lanka | 4   | 3 | 1 | 1 | 1 | 4  | 4  | 0   |
| 3   | India     | 4   | 3 | 1 | 1 | 1 | 3  | 7  | -4  |
| 4   | Filippine | 0   | 3 | 0 | 0 | 3 | 0  | 10 | -10 |

 Qatar qualificata al secondo turno.

## Secondo Turno

### Gruppo A
| Data              | Luogo             | Squadra 1      | Risultato | Squadra 2      |
| ----------------- | ----------------- | -------------- | --------- | -------------- |
| 13 settembre 1997 | Dalian            | Cina           | 2 - 4     | Iran           |
| 14 settembre 1997 | Riad              | Arabia Saudita | 2 - 1     | Kuwait         |
| 19 settembre 1997 | Teheran           | Iran           | 1 - 1     | Arabia Saudita |
| 19 settembre 1997 | Doha              | Qatar          | 0 - 2     | Kuwait         |
| 26 settembre 1997 | Doha              | Qatar          | 1 - 1     | Cina           |
| 26 settembre 1997 | Madinat al-Kuwait | Kuwait         | 1 - 1     | Iran           |
| 3 ottobre 1997    | Dalian            | Cina           | 1 - 0     | Arabia Saudita |
| 3 ottobre 1997    | Teheran           | Iran           | 3 - 0     | Qatar          |
| 10 ottobre 1997   | Madinat al-Kuwait | Kuwait         | 1 - 2     | Cina           |
| 11 ottobre 1997   | Riad              | Arabia Saudita | 1 - 0     | Qatar          |
| 17 ottobre 1997   | Madinat al-Kuwait | Kuwait         | 2 - 1     | Arabia Saudita |
| 17 ottobre 1997   | Teheran           | Iran           | 4 - 1     | Cina           |
| 24 ottobre 1997   | Riad              | Arabia Saudita | 1 - 0     | Iran           |
| 24 ottobre 1997   | Madinat al-Kuwait | Kuwait         | 0 - 1     | Qatar          |
| 31 ottobre 1997   | Dalian            | Cina           | 2 - 3     | Qatar          |
| 31 ottobre 1997   | Teheran           | Iran           | 0 - 0     | Kuwait         |
| 6 novembre 1997   | Riad              | Arabia Saudita | 1 - 1     | Cina           |
| 7 novembre 1997   | Doha              | Qatar          | 2 - 0     | Iran           |
| 12 novembre 1997  | Dalian            | Cina           | 1 - 0     | Kuwait         |
| 12 novembre 1997  | Doha              | Qatar          | 0 - 1     | Arabia Saudita |

| Pos | Squadra        | Pti | G | V | N | P | GF | GS | DR |
| --- | -------------- | --- | - | - | - | - | -- | -- | -- |
| 1   | Arabia Saudita | 14  | 8 | 4 | 2 | 2 | 8  | 6  | +2 |
| 2   | Iran           | 12  | 8 | 3 | 3 | 2 | 13 | 8  | +5 |
| 3   | Cina           | 11  | 8 | 3 | 2 | 3 | 11 | 14 | -3 |
| 4   | Qatar          | 10  | 8 | 3 | 1 | 4 | 7  | 10 | -3 |
| 5   | Kuwait         | 8   | 8 | 2 | 2 | 4 | 7  | 8  | -1 |

 Arabia Saudita qualificata alla fase finale;  Iran qualificata ai playoff continentali (AFC) contro il  Giappone..

### Gruppo B
| Data              | Luogo     | Squadra 1           | Risultato | Squadra 2           |
| ----------------- | --------- | ------------------- | --------- | ------------------- |
| 6 settembre 1997  | Seul      | Corea del Sud       | 3 - 0     | Kazakistan          |
| 7 settembre 1997  | Tokyo     | Giappone            | 6 - 3     | Uzbekistan          |
| 12 settembre 1997 | Abu Dhabi | Emirati Arabi Uniti | 4 - 0     | Kazakistan          |
| 12 settembre 1997 | Seul      | Corea del Sud       | 2 - 1     | Uzbekistan          |
| 19 settembre 1997 | Abu Dhabi | Emirati Arabi Uniti | 0 - 0     | Giappone            |
| 20 settembre 1997 | Almaty    | Kazakistan          | 1 - 1     | Uzbekistan          |
| 27 settembre 1997 | Tashkent  | Uzbekistan          | 2 - 3     | Emirati Arabi Uniti |
| 28 settembre 1997 | Tokyo     | Giappone            | 1 - 2     | Corea del Sud       |
| 4 ottobre 1997    | Almaty    | Kazakistan          | 1 - 1     | Giappone            |
| 4 ottobre 1997    | Seul      | Corea del Sud       | 3 - 0     | Emirati Arabi Uniti |
| 11 ottobre 1997   | Almaty    | Kazakistan          | 1 - 1     | Corea del Sud       |
| 11 ottobre 1997   | Tashkent  | Uzbekistan          | 1 - 1     | Giappone            |
| 18 ottobre 1997   | Almaty    | Kazakistan          | 3 - 0     | Emirati Arabi Uniti |
| 18 ottobre 1997   | Tashkent  | Uzbekistan          | 1 - 5     | Corea del Sud       |
| 25 ottobre 1997   | Tashkent  | Uzbekistan          | 4 - 0     | Kazakistan          |
| 26 ottobre 1997   | Tokyo     | Giappone            | 1 - 1     | Emirati Arabi Uniti |
| 1º novembre 1997  | Seul      | Corea del Sud       | 0 - 2     | Giappone            |
| 2 novembre 1997   | Abu Dhabi | Emirati Arabi Uniti | 0 - 0     | Uzbekistan          |
| 8 novembre 1997   | Tokyo     | Giappone            | 5 - 1     | Kazakistan          |
| 9 novembre 1997   | Abu Dhabi | Emirati Arabi Uniti | 1 - 3     | Corea del Sud       |

| Pos | Squadra             | Pti | G | V | N | P | GF | GS | DR  |
| --- | ------------------- | --- | - | - | - | - | -- | -- | --- |
| 1   | Corea del Sud       | 19  | 8 | 6 | 1 | 1 | 19 | 7  | +12 |
| 2   | Giappone            | 13  | 8 | 3 | 4 | 1 | 17 | 9  | +8  |
| 3   | Emirati Arabi Uniti | 9   | 8 | 2 | 3 | 3 | 9  | 12 | -3  |
| 4   | Uzbekistan          | 6   | 8 | 1 | 3 | 4 | 13 | 18 | -5  |
| 5   | Kazakistan          | 6   | 8 | 1 | 3 | 4 | 7  | 19 | -12 |

 Corea del Sud qualificata alla fase finale;  Giappone qualificata ai playoff continentali (AFC) contro l' Iran.

## Playoff
| Data             | Luogo       | Squadra 1 | Risultato   | Squadra 2 |
| ---------------- | ----------- | --------- | ----------- | --------- |
| 16 novembre 1997 | Johor Bahru | Iran      | 2 - 3 d.t.s | Giappone  |

 Giappone qualificato alla fase finale;  Iran accede allo spareggio intercontinentale contro l' Australia, vincente della zona oceanica (OFC)